# Milutin Folić
Milutin Folić (Podgorica, 26 novembre 1939 – Podgorica, 8 dicembre 2017) è stato un calciatore jugoslavo, di ruolo difensore.

## Carriera

### Club
Cresciuto nel Budućnost, nel luglio 1966 si trasferisce all'Hajduk Spalato. Chiude la prima stagione con i Bili disputando da titolare la vittoriosa finale di Coppa di Jugoslavia. Conclude la parentesi spalatina nel 1968 dopo aver disputato 31 partite ufficiali con i Majstori s mora.

## Palmarès

### Competizioni nazionali
- Coppa di Jugoslavia: 1

Hajduk Spalato: 1966-1967